# 11946 Bayle
11946 Bayle eller 1993 PB7 är en asteroid i huvudbältet som upptäcktes den 15 augusti 1993 av den belgiske astronomen Eric W. Elst vid CERGA-observatoriet. Den är uppkallad efter den franske filosofen Pierre Bayle.
Asteroiden har en diameter på ungefär 14 kilometer och den tillhör asteroidgruppen Themis.